# 哥倫比亞波哥大聖殿
哥倫比亞波哥大聖殿（Templo de Bogotá Colombia）是耶稣基督后期圣徒教会的第57座圣殿，位于哥伦比亚的首都波哥大。哥倫比亞波哥大圣殿在1993年动工，1999年3月27日至4月18日对公众开放参观，并在1999年4月24日至26日奉献。圣殿面积53,500平方英尺（4,970平方米）。

## 补充阅读
- , Church News, July 10, 1993
- , Church News, April 3, 1999
- Hart, John L., , Church News, May 1, 1999
- Swensen, Jason, , Church News, March 30, 2002